# Masao Arai
Masao Arai, född den 6 juni 1949 i Yamaguchi, Japan, död 9 november 2024, är en japansk brottare som tog OS-brons i bantamviktsbrottning i fristilsklassen 1976 i Montréal. 